# Museo di Santa Verdiana

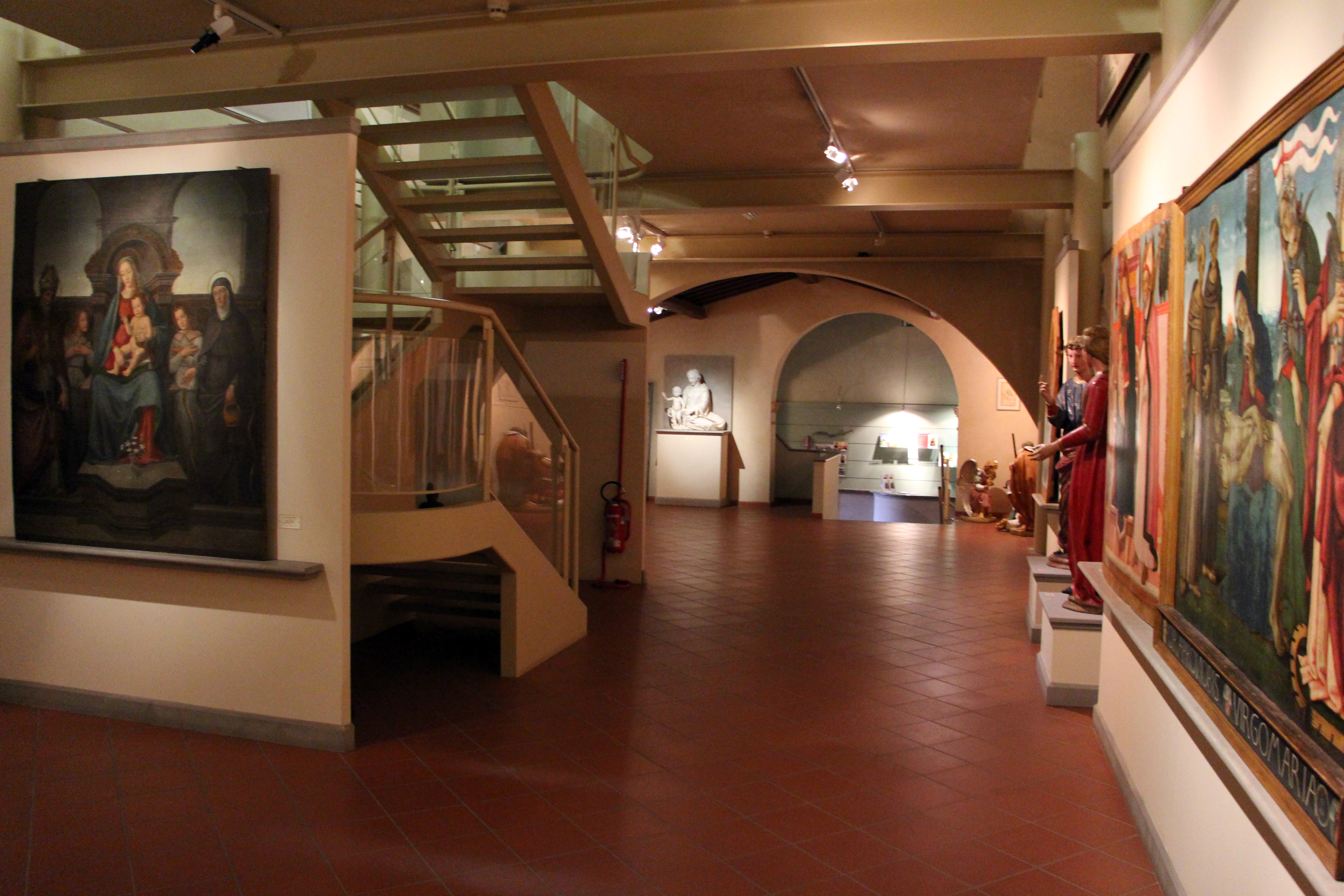
Una sala

Il Museo di Santa Verdiana, inaugurato nel 1999, è ospitato in una struttura rustica denominata il Casalone, adiacente al santuario di Santa Verdiana, a Castelfiorentino, in provincia di Firenze. 
Il percorso espositivo si snoda per quattro sale dislocate su due piani. 
Come gli altri musei della Valdelsa e dalla Val di Pesa, raccoglie tutte le opere d'arte provenienti dalle chiese del territorio comunale. 

## Piano terra
Oltrepassato il bancone della biglietteria si entra immediatamente nella prima sala.

### Sala 1
Le opere su tavola qui esposte sono veramente di primissimo piano:
- Cimabue e Giotto, Madonna col Bambino, tavola, proveniente dalla Collegiata dei Santi Lorenzo e Leonardo, ultimo decennio del secolo XIII
- Corso di Buono, Croce, tavola, proveniente dalla chiesa di San Prospero a Cambiano, fine secolo XIII
- Maestro senese della prima metà del XIV secolo e Restauratore del secolo XIX, Santa Verdiana, tavola, proveniente dal Santuario di Santa Verdiana, prima metà del secolo XIV
- Taddeo Gaddi, Madonna col Bambino tra i santi Giovanni evangelista, Giovanni Battista, Zanobi e Jacopo, tavola, proveniente dalla Chiesa di Sant'Jacopo a Voltigiano, quarto decennio del secolo XIV
- Maestro delle effigi domenicane, Madonna col Bambino, tavola, proveniente dalla Chiesa di San Frediano a Nebbiano, 1336 - 1340 ca.
- Jacopo del Casentino, Santa Caterina; Sant'Jacopo; San Giovanni evangelista, tavole, provenienti dalla Chiesa di San Prospero a Cambiano, metà circa del secolo XIV

Una sezione importante è dedicata ai codici miniati, esposti in due ampie vetrine: variamente datati dalla prima metà del secolo XIV al 1712.

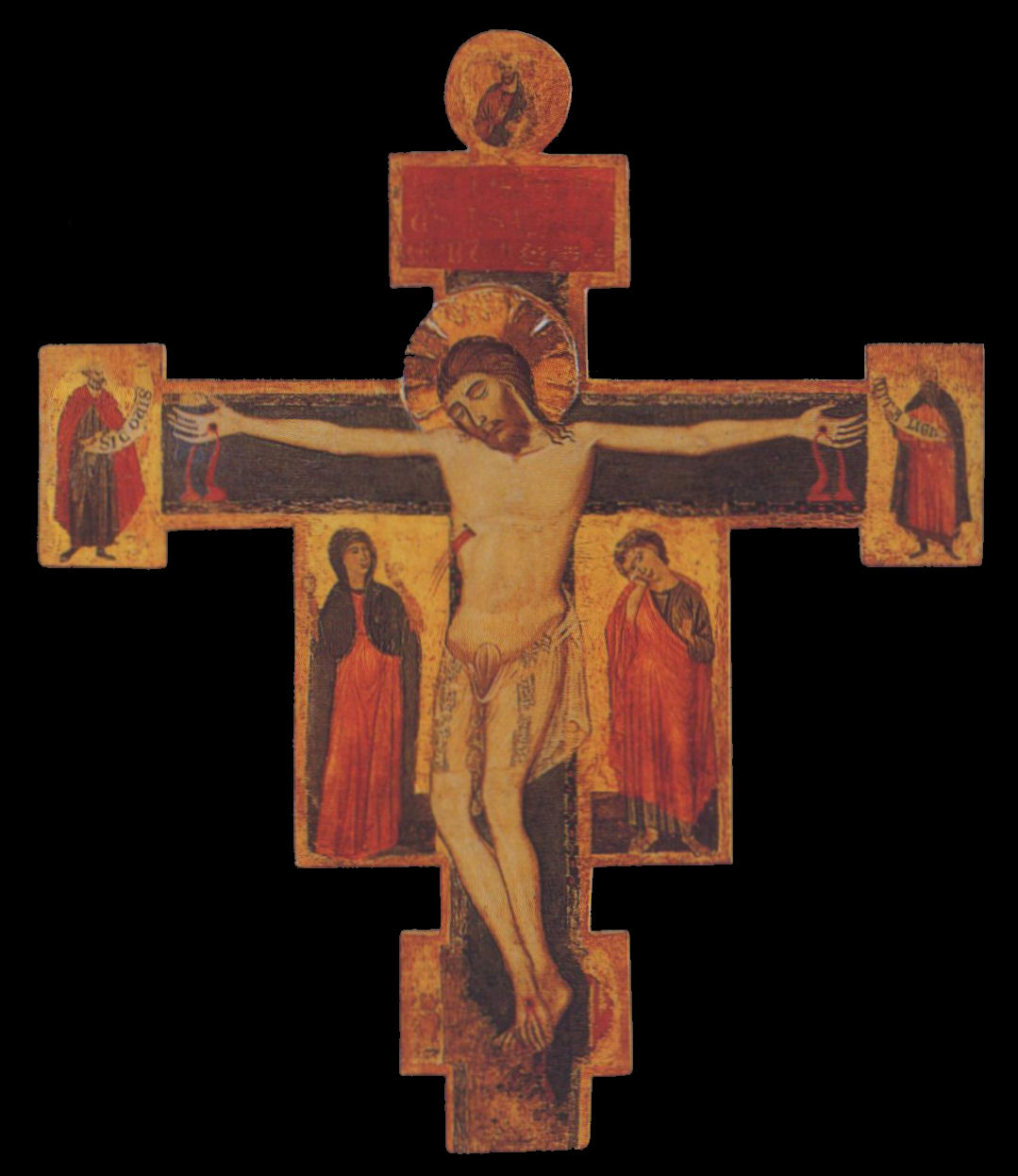
Corso di Buono, Croce
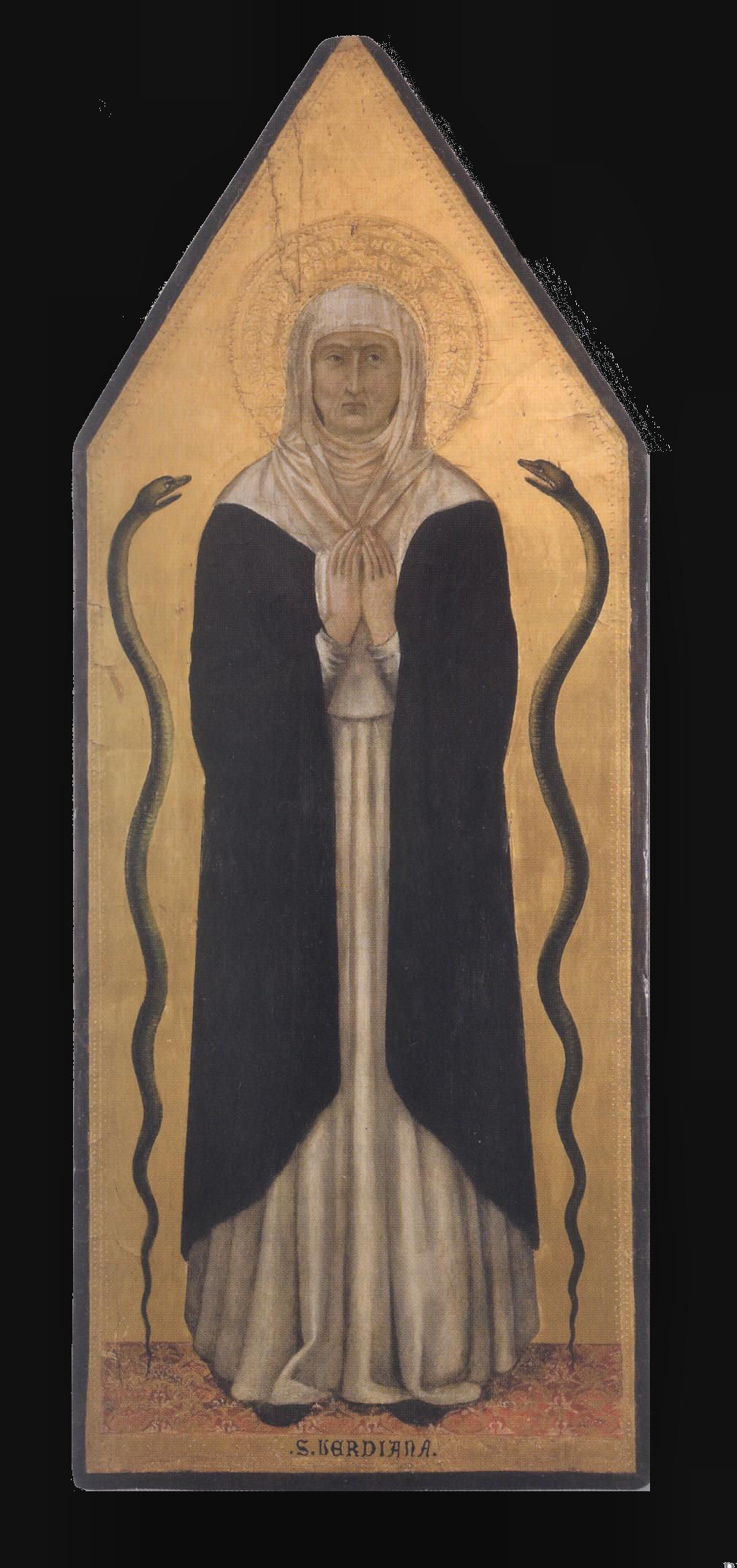
Maestro senese del XIV secolo, Santa Verdiana

### Sala 2
Le opere pittoriche qui esposte sono: 
- Pittore toscana, Madonna col Bambino tra i santi Antonio abate, Lorenzo?, Pietro, Bartolomeo, tavola, proveniente dalla Chiesa di Sant'Jacopo a Voltigiano, 1430 - 1435 ca.
- Rossello di Jacopo Franchi, Madonna col Bambino, tavola, proveniente dalla Chiesa di San Vito a Ortimino, fine del quarto decennio del secolo XV
- Attribuito al Maestro della Madonna del 1399 (Giovanni di Tano Fei?), Madonna del latte, tavola, proveniente dalla Chiesa di Sant'Jacopo a Voltigiano, 1390 ca.
- Maestro di Sant'Jacopo a Mucciana, Madonna col Bambino, tavola, proveniente dalla Pieve dei Santi Ippolito e Biagio, inizi del secolo XV
- Bernardo di Stefano Rosselli, Santa Caterina d'Alessandria, tavola, proveniente dalla Chiesa di San Prospero a Cambiano, ante 1499
- Attribuito al Maestro della Natività Johnson, Madonna in trono tra i santi Giovanni battista e Zanobi, tavola, proveniente dalla Chiesa di San Quirico alle Sodere, 1470 - 1480 ca.
- Pittore fiorentino, Compianto su Cristo morto, tavola, proveniente dall'Oratorio di Sant'Ilario, primo quarto del secolo XVI
- Alesso di Benozzo, Visitazione tra i santi Jacopo e Stefano, tavola, proveniente dalla Compagnia della Visitazione della Chiesa di Sant'Jacopo a Voltigiano, inizi del secolo XVI
- Francesco Granacci, Madonna col Bambino, tavola, proveniente dalla Compagnia di San Sebastiano del Convento di San Francesco, secondo decennio del secolo XVI
- Pittore toscano, Madonna col Bambino tra i santi Girolamo e Verdiana, tavola, proveniente dall'Oratorio di San Girolamo a Pietrafitta prima, poi dalla chiesa di San Pietro a Pisangoli, primo quarto del XVI secolo
- Giuliano Castellani detto Il Sollazzino, Santi Macario e Sebastiano, tavola, proveniente dalla Chiesa di Sant'Jacopo a Voltigiano, secondo decennio del secolo XVI
- Annibale Gatti, San Sebastiano; Annunciazione; San Francesco, tele, provenienti dal Santuario di Santa Verdiana, sesto decennio del secolo XIX

Questa sala presenta anche una sezione dedicata alle sculture:
- Scultore fiorentino, Madonna col Bambino, marmo, proveniente dalla Chiesa di Santa Maria a Petrazzi, 1520 - 1530 ca.
- Manifattura toscana (da Benedetto da Maiano), Madonna col Bambino, terracotta dipinta, secolo XIX?

### Sala 3
Si tratta di una piccola saletta dove sono esposti i paramenti sacri e vari oggetti di oreficeria.

## Primo Piano
Tramite una scala posta nella seconda sala si accede al primo piano.

### Sala 4
Qui continua l'esposizione di numerose opere di oreficeria, ma anche opere pittoriche manieriste, nonché di Cosimo Gamberucci, Francesco Boldrini, Agostino Veracini e altri.